# Aktinnukleation
Die Aktinnukleation, exakt Aktinfilamentnukleation oder einfach nur Nukleation bezeichnet in der Biochemie den initialen Schritt in der Ausbildung von Aktinfilamenten aus Aktin-Monomeren, also in der Polymerisation von Aktin.
Aktin-Monomere (G-Aktin) schließen sich zusammen, um polarisierte Filamente (F-Aktin) zu formen, die über ein schnell und ein langsam wachsendes Ende verfügen. Den ersten Schritt in diesem Zusammenschluss nennt man Nukleation, was der Formation von stabilen Multimeren (sogenannte Nukleationskerne) aus drei Aktin-Monomeren entspricht.
Die spontane Nukleation von Aktin ist aber thermodynamisch ungünstig und verläuft nur sehr langsam, was an der Instabilität von Aktin-Dimer-Zwischenprodukten und der Aktivität von Aktin-Monomeren liegt. Um diese energetische Hürde zu überwinden, verwenden Zellen eine Vielzahl von Aktinnukleations-Proteinen, wie den Arp 2/3-Komplex, Formin und tandem-monomer-binding nucleators, die auch Nukleationsfaktoren genannt werden. Bedingt durch diese Proteine nimmt die Reaktionsgeschwindigkeit stark zu. Mit jedem hinzugefügten Monomer verringert sich die Geschwindigkeit jedoch wieder etwas.

## Nukleationsfaktor Formin
Das Modell um den Nukleationsfaktor Formin, das auch als Spitzen-Nukleations Modell (aus dem englischen „tip nucleation model“) bezeichnet wird, besagt, dass sich Proteine aus der Formin-Klasse an der Zellmembran gruppieren und die Nukleation initiieren. Anschließend vermittelt Formin die Verlängerung des Filaments, die durch Fascin durchgeführt wird.

## Nukleationsfaktor Arp 2/3-Komplex
Der Arp 2/3-Komplex bildet eine Alternative zum Formin, wird aber eher mit den Lamellipodien, oder allgemein motilen Bereichen einer Zelle in Verbindung gebracht. Man geht davon aus, der Komplex ein Aktin-Dimer nachahmt, gleichzeitig aber stabiler als ein solches ist und so als Nukleationsbasis dient. Von diesem Komplex ausgehende Verbindungen werden unter Umständen durch Fascin weiter gesichert.

## Nukleationsfaktortandem-monomer-bindung nucleator
Diese Gruppe von Nukleationsfaktoren wird so bezeichnet, weil sich in jedem dieser Faktoren Bindungsstellen für Aktin-Monomere tandemartig wiederholen. In dieser Gruppe sind die Spire proteins, Cordon-bleu (Cobl), Leiomodin (Lmod-2), JMY und das Adenomatous-polyposis-coli-Protein (ACP) vorhanden. Und in jedem dieser Proteine wiederum sitzen Wiederholungen von Bindungsstellen für Aktin-Monomere, die sich dort anlagern können.